# Radomír Leszczynski
Radomír Leszczynski (* 5. května 1945 Praha) je český grafik.

## Život a dílo
Studoval na Střední průmyslové škole grafické v Praze u profesora Václava Bubeníčka.
Bývá zařazován do proudu neokonstruktivismu. Těžištěm jeho tvorby je grafika v různých technikách, aplikace grafiky v designu a v užitém umění. Tvorba konstituuje výtvarné dílo jako vztah barev a tvarových forem, přičemž geometrická morfologie obrazové skladby bývá obohacována interakcí s generátorem náhodných funkcí. Barevnost jeho kompozic má antropoidní charakter a tím vykračuje z technické racionality k emocionálnímu symbolu.
Je znám jako tvůrce mnoha logotypů, vizuálních stylů společností (České aerolinie). Je autorem řady realizací v architektuře vycházející ze symbolické formy. Podstatný je geometrický symbol inspirovaný částečně počítačovým uměním. Umělcovy realizace pro architekturu jsou ke spatření v reprezentačních prostorách firem (vstupní hala ČKD Elektrotechnika, zasedací síň Metrostav, Česká pojišťovna, Hotel InterContinental Praha, pasáž Jiřího Grossmanna).
Veřejnosti je znám z přehlídkových výstav české grafiky (1996, Česká grafika, Praha; 1997, 1998, 1999 atd. Grafika roku, Praha) a její prezentace v zahraničí (2002, Česká grafika, Paříž).